# Финнов, Михаил Петрович
Михаи́л Петро́вич Фи́ннов (1937—1989) — советский поэт и прозаик, член Союза писателей СССР (1973).

## Биография
Родился 14 мая 1937 года  в Одессе в семье кадрового командира РККА. С 12 лет учился в школе военно-музыкантских воспитанников, затем служил воспитанником в полковом оркестре. В 1956 году окончил техникум культурно-просветительских работников, служил в армии (1956—1959). С 1961 года жил в Сахалинской области, где до 1967 работал матросом на рыболовных судах. В 1965 году окончил Сахалинское мореходное училище (г. Невельск) и заочно Хабаровский институт культуры. В 1973 году был принят в Союз писателей СССР, а в 1979 году окончил Высшие литературные курсы при СП СССР. Руководил секцией прозы Сахалинского регионального отделения Союза писателей СССР.
Умер в г. Обнинск Калужской области 6 апреля 1989 года.

## Творчество
Начал публиковаться в армейских газетах и коллективном сборнике «Голос солдатского сердца», стихи из которого составили первую книгу, вышедшую в 1964 году в Дальиздате в кассете «Стихи молодых». Через два года вышел новый сборник М. Финнова «Чувство открытого моря». Продолжил публиковаться на страницах еженедельника «Литературная Россия», в журналах «Дальний Восток», «Советский воин», а также в региональной прессе и коллективных сборниках. Всего выпустил 4 поэтических сборника. В 1970—1980 годах вышел ряд его исторических повестей: «Последнее крейсерство» (1976), «Два лейтенанта» (1979), «Российского владения земля» (1986). Особое место в творчестве писателя заняла чеховская тема: ёй посвящены повести «Три месяца и три дня» (1980), «Последний круг» (1984), литературное исследование «Мрачное Онорское дело» (1987) и пьеса «На всю жизнь», которая в  1977—1978 гг. шла на сцене Сахалинского областного драматического театра. В репертуаре Сахалинского театра кукол была его пьеса в стихах «Морская сказка». Несколько его стихотворений было положено на музыку Л. А. Никчемным. 
Первый лауреат премии Сахалинского фонда культуры (1990, посмертно).

### Книги
- [Стихи]. — Владивосток: Дальневост. кн. изд-во, 1964. — 9 с. — (Стихи молодых).
- Чувство открытого моря: Стихи. — Южно-Сахалинск: Дальневост. кн. изд-во, 1966. — 47 с.
- Моё рабочее море: Стихи. — Южно-Сахалинск: Дальневост. кн. изд-во: Сахалинское отд-ние, 1971. — 80 с.
- Охотоморье: Стихи. — Южно-Сахалинск: Дальневост. кн. изд-во: Сахалинское отд-ние, 1979. — 111 с.
- М. Финнов. Два лейтенанта: историческая повесть // Доброта: Повести и рассказы писателей Сахалина. — Владивосток: Дальневост. кн. изд-во, 1979. — С. 3—82. — 176 с.
- Две повести [«Три месяца и три дня», «Последний круг»]. — Южно-Сахалинск: Дальневост. кн. изд-во: Сахалинское отд-ние, 1983. — 223 с.
- М. Финнов. Российского владения земля: Повесть // Сахалин: литературно-художественный сборник. — Южно-Сахалинск: Дальневост. кн. изд-во: Сахалинское отд-ние, 1986. — С. 20–82. — 190 с.
- Российского владения земля: Историческая повесть о первоосвоителях Курильских островов. — Южно-Сахалинск: Дальневост. кн. изд-во: Сахалинское отд-ние, 1989. — 215 с.
- Дальняя дорога Антона Чехова: Повесть. — М.: Современник, 1991. — 238 с. — ISBN 5-270-01006-2.
- Последний круг: избранное. — Южно-Сахалинск, 2012. — 510 с. — ISBN 978-5-89290-241-0.

### Публикации в периодике
- Первая встреча: стихотворение // Молодая гвардия. — 1963. — 7 апреля (№ 69). — С. 4.
- О времени и о себе: очерк // Молодая гвардия. — 1963. — 4 августа (№ 153). — С. 3.
- Минута молчания: стихотворение // Молодая гвардия. — 1963. — 20 октября (№ 208). — С. 3.
- Чувство открытого моря / Море Беринга / Бушует Тихий океан / Человек красоту искал / Утро розово у островов: цикл морских стихотворений // Советский Сахалин. — 1964. — 20 декабря (№ 300). — С. 3.
- Баллада о жертве атомной бомбы / Домой!: стихотворения // Советский Сахалин. — 1965. — 8 августа (№ 186). — С. 4.
- Моё море: стихотворение // Советский Сахалин. — 1965. — 19 декабря (№ 299). — С. 4.
- Сигналка: стихотворение // Советский Сахалин. — 1965. — 5 января (№ 3). — С. 3.
- Пять иероглифов в записной книжке: очерк // Советский Сахалин. — 1967. — 1 мая (№ 103). — С. 3.
- К земле... / Наконец-то домыслили, грызя заусенцы...: стихотворения // Советский Сахалин. — 1967. — 18 июня (№ 142). — С. 3.
- Две встречи: рассказ // Советский Сахалин. — 1967. — 15 октября (№ 246). — С. 3.
- Красен этот обычай русский...: стихотворение // Советский Сахалин. — 1967. — 20 октября (№ 250). — С. 1.
- В дальнем рейсе: стихотворение // Советский Сахалин. — 1968. — 4 февраля (№ 30). — С. 3.
- Солёная волна: стихотворение // Советский Сахалин. — 1968. — 7 апреля (№ 83). — С. 3.
- Как это было / Две радиограммы за полмесяца... / Весна. Штормит. Игривой гривой конской...: стихотворения // Советский Сахалин. — 1968. — 16 июня (№ 140). — С. 4.
- Сингапур: стихотворение // Советский Сахалин. — 1968. — 1 декабря (№ 281). — С. 3.
- Когда мы приходили в страны дальние: стихотворение // Советский Сахалин. — 1970. — 17 мая (№ 115страницы= 3).
- Сапёр: стихотворение // Советский Сахалин. — 1970. — 26 сентября (№ 228). — С. 4.
- Повесть о Позвейне: стихотворение // Советский Сахалин. — 1972. — 27 февраля (№ 49). — С. 3.
- Три месяца и три дня: Повесть // Дальний Восток : журнал. — 1980. — № 9. — С. 3—96.
- Мрачное Онорское дело: По страницам кн. А. П. Чехова «Остров Сахалин» // Дальний Восток : журнал. — 1987. — № 1. — С. 128–137.